# Eskhaton
Eskhaton ist eine australische Black- und Death-Metal-Band aus Melbourne, die 2010 gegründet wurde.

## Geschichte
Die Band wurde im Jahr 2010 gegründet. 2011 erschien über Nuclear Winter Records das Debütalbum Nihilgoety, dem sich 2014 bei Chaos Records unter dem Namen Worship Death ein zweites anschloss.

## Stil
Laut Brian Giffin in seiner Encyclopedia of Australian Heavy Metal handelt es sich bei Eskhaton um ein Studioprojekt, das sich auf Death Metal spezialisiert hat. Julián „Suffocated“ Núñez von voicesfromthedarkside.de bezeichnete die Musik von Nihilgoety als dunklen bedrückenden Brutal Death Metal, mit drückenden E-Gitarren und tiefem Gesang. Es seien Parallelen zu Incantation, Immolation und allen 1990er Jahre Bands, die auf "-ation" enden und mehr Wert auf Riffs legen würden, hörbar. Nuclear Winter Records, das Label, bei dem das Album erschienen sei, gehöre einem Mitglied der Gruppe Dead Congregation, und auch Eskhaton gehe in eine musikalisch ähnliche Richtung. Der Unterschied zwischen Eskhaton und dieser Band, oder auch einer Gruppe wie Ignivomous, sei der unterschwellige Einsatz von Melodien, Harmonien und Hooklines in den sonst so chaotischen Songs. Falk von Metal.de ordnete Worship Death dem Black- und Brutal-Death-Metal zu. Auf ihn machte das Album einen unübersichtlichen und teils strukturlosen Eindruck, das monotone Instrumentierungen und Screams verwende. Er fasste zusammen, dass es auf ihn so wirke, wie sonst ungeübte Hörer Metal empfinden würden. Der Eindruck entstehe jedoch nicht durch eine extreme Spielweise, da es in beiden Genres weitaus extremere Gruppen gebe, sondern durch einen „matschigen“ Klang, nichtssagende und undynamische Gitarrenmotive, das Schlagzeugspiel, das meist in derselben Geschwindigkeit und ohne richtige Blastbeats spiele, sowie durch monotonen Gesang. Der Musik fehle es an Atmosphäre, es würden Standard-Riffs gespielt, es gebe „pseudo-chaotische“ Soli und ein Schlagzeug, von dem man jedoch nur die Snare und kaum die Bassdrum höre. Pagan Hel von ramzine.co.uk ordnete die Gruppe dem Death Metal zu, wobei sich die Songs stark ähneln würden und diese meist in derselben Geschwindigkeit gespielt würden. Die Musik sei aggressiv gehalten, der Gesang bestehe aus Growling.

## Diskografie
- 2011: Nihilgoety (Album, Nuclear Winter Records)
- 2014: Worship Death (Album, Chaos Records)
- 2016: Devilment (EP, Eigenveröffentlichung)